# آلان‌یورت، ایسجه‌حصار
الانیورت، اشهیسار (به لاتین: Alanyurt, İscehisar) یک منطقهٔ مسکونی در ترکیه است که در استان افیون قره‌حصار واقع شده‌است.